# Équipe de Nouvelle-Zélande de hockey sur gazon
Cet article traite de l'équipe masculine. Pour l'équipe féminine, voir Équipe de Nouvelle-Zélande féminine de hockey sur gazon.
Maillots
L'équipe de Nouvelle-Zélande de hockey sur gazon est l'équipe nationale qui représente la Nouvelle-Zélande lors des compétitions internationales masculines de hockey sur gazon. Elle consiste en une sélection des meilleurs joueurs néo-zélandais. 

## Palmarès
| Jeux olympiques - 1976 : 1er - 1984 : 7e - 1992 : 8e - 2004 : 6e - 2008 : 7e - 2012 : 9e - 2016 : 7e - 2020 : 9e - 2024 : 12e |  | Coupe du monde - 1998 : 10e - 2002 : 9e - 2006 : 8e - 2010 : 9e - 2014 : 7e - 2018 : 9e - 2023 : 7e |  | Ligue mondiale - 2012-2014 : 2e Champions Trophy - 1978 : 4e - 1983 : 6e - 1984 : 5e - 2004 : 6e - 2010 : 6e - 2011 : 4e - 2012 : 7e Champions Challenge - 2003 : 4e - 2007 : 2e - 2009 : 1er |